# Papada

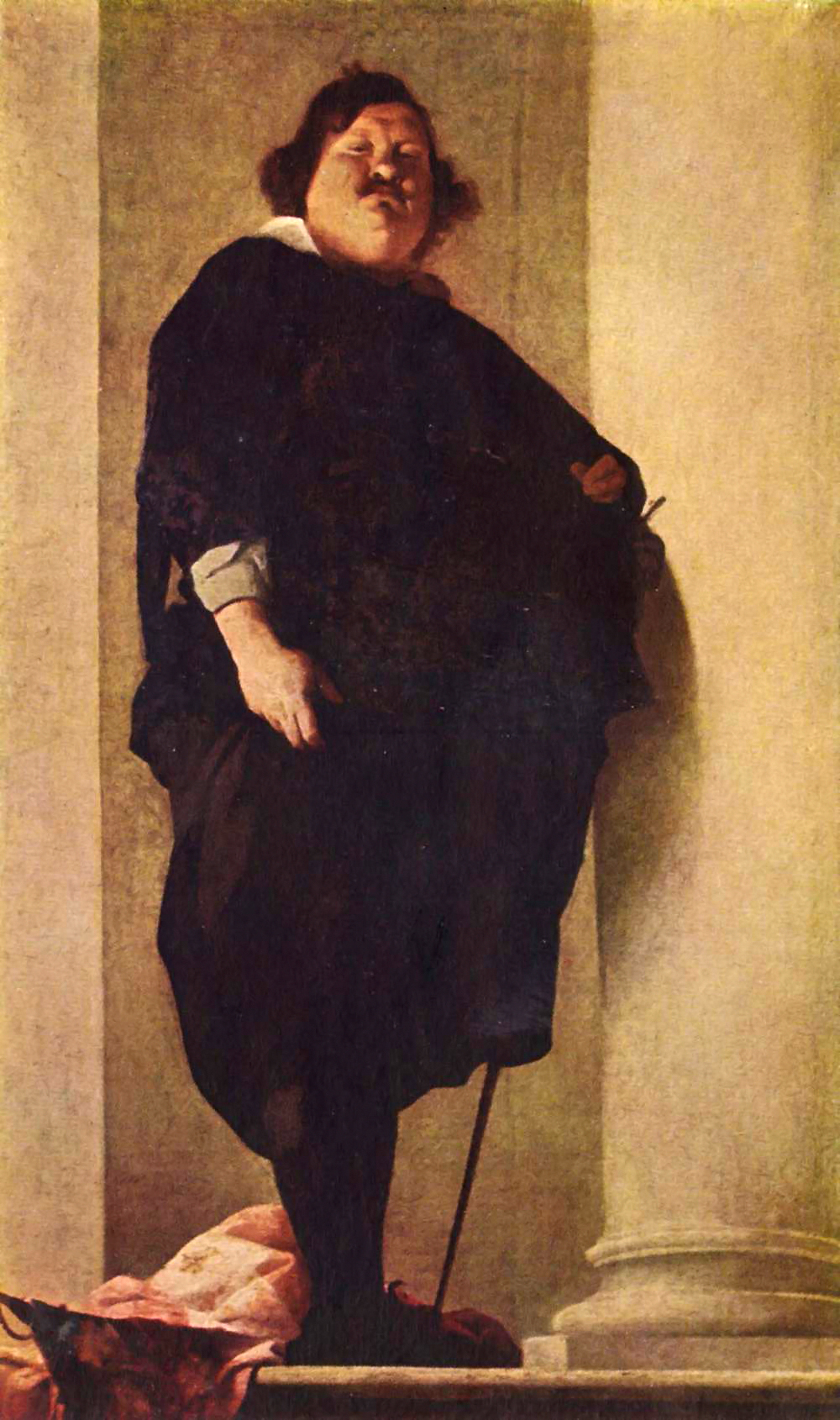
Retrat italià d'un home amb papada.

La papada  o barballera és el resultat d'una capa de greix sub cutània que penja sota la barbeta, formant una arruga més o menys percibible. És més comú en les persones ancianes i obeses, i resulta més visible quan l'individu baixa la mandíbula inferior. Encara que la pell i els músculs ancians tendeixen a fer-se més fluixos, això no vol dir que la papada sigui un fenomen inevitable.

## Tractament
Exercici: La papada es pot reduir a les persones obeses i amb sobrepès a través de l'exercici i menjar aliments saludables en la quantitat correcta per cremar l'excés de greix.
 Cirurgia: Un cirurgià plàstic pot treure el coixinet de greix sota la barbeta i escurçar els músculs sota de la mandíbula per eliminar la papada. Aquest procediment implica una petita incisió horitzontal sota la barbeta doble per eliminar el greix sota la pell. Després, es fa una incisió vertical entre les capes del coll i múscul de la mandíbula. Les vores es cusen juntes per escurçar i, per tant, prémer, la capa muscular. Igual que amb qualsevol cirurgia, poden sorgir complicacions.
En comparació amb algunes formes de cirurgia estètica, és un procediment relativament indolor i de preu moderat, sinó que requereix dos petits embenats a amagar. Els blaus solen ser mínims, i en general desapareixen en uns deu dies.

## Nota
1. ↑  Philippe Berard; Marc Runge. Cuida Tu Cuerpo: Mejora Tu Silueta.  Ediciones Robinbook, maig 2008, p. 18–. ISBN 9788479278908 [Consulta: 8 maig 2011].